# リューアーディッセン
リューアーディッセン (ドイツ語: Lüerdissen) は、ドイツ連邦共和国ニーダーザクセン州ホルツミンデン郡北部に位置する町村（以下、本項では便宜上「町」と記述する）であり、ザムトゲマインデ・エッシャースハウゼン＝シュタットオルデンドルフを構成する自治体の一つである。

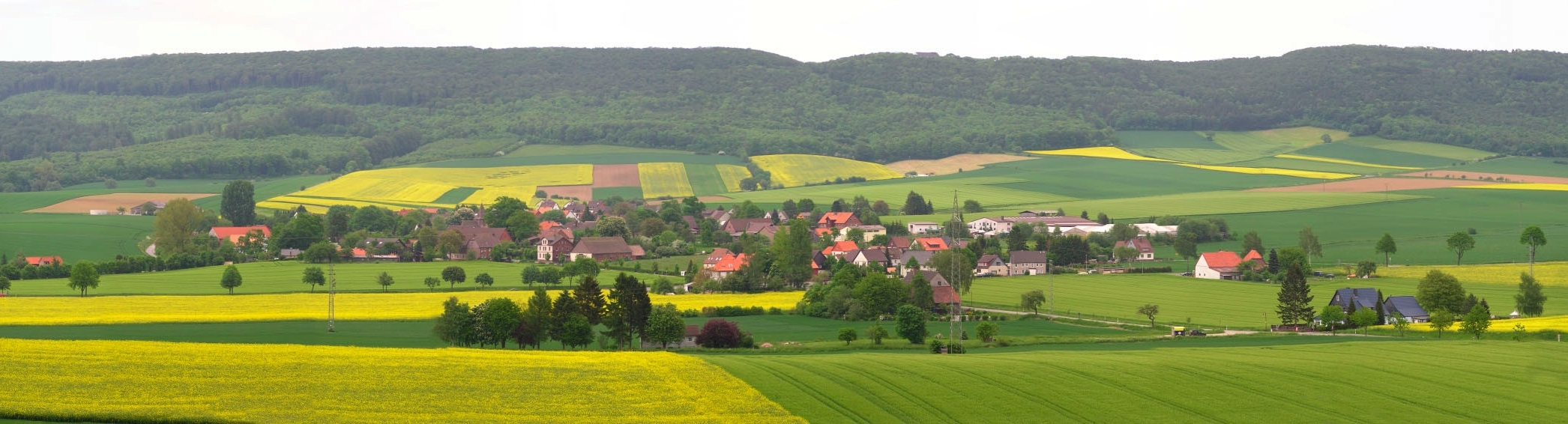
リューアーディッセン

## 地理
町域の一部には、北ドイツで最も長い連山であるイート山地がある。ここには 30 m 程度までのリューアーディッセン岩山があり、ニーダーザクセン州で最も訪れる人が多いクライミングエリアである。

## 行政

### 議会
この町の議会は 7 議席からなる。

### 首長
アルフレート・ティース (SPD)

## 引用
1. ↑  Landesamt für Statistik Niedersachsen, LSN-Online Regionaldatenbank, Tabelle A100001G: Fortschreibung des Bevölkerungsstandes, Stand 31. Dezember 2023